# Imena.ua
Imena.UA/MiroHost.net — український національний реєстратор доменних імен. Компанія створена в 2001 році, спеціалізується на реєстрації доменних імен і торгових марок, а також є найбільшим в Україні хостинг-провайдером, надаючи послуги під торговою маркою MiroHost.net. На майданчиках компанії розміщено понад 20 тис. сайтів, серед яких найбільші суспільно-політичні інформаційні ресурси.
Imena.UA є ICANN-акредитованим реєстратором і входить до групи компаній Internet Invest, разом з Mail.UA, Українською баннерною мережею (banner.kiev.ua), рекламним агентством PingWin (pingwin.ua), проектом Parking.ua (parking.ua) і проектом GigaHost.ua (gigahost.ua).